# 와우도
와우도(臥牛島)는 건국대학교(서울캠퍼스) 안에 위치한 일감호라는 호수 안에 있는 섬이다.

## 왜가리 집단 서식지
2009년 5월 7일에 왜가리가 집단으로 번식해 새끼를 기르는 모습이 확인되었다.

## 갤러리

일감호의 모습